# Joseph-Placide de Savoie
Joseph-Placide de Savoie, né le 5 octobre 1766 au Palais royal de Turin et mort le 29 octobre 1802 à Sassari, est un prince de Savoie. Destiné à être comte de Maurienne, il devient finalement comte d'Asti. Il n'a pas de postérité.

## Gouverneur de Sassari
En juin 1799, son frère Charles-Emmanuel IV de Sardaigne crée pour son frère Maurice de Savoie (1762-1799) la fonction de gouverneur de la province de Sassari en Sardaigne. Ce dernier meurt peu après de paludisme. À sa mort, Joseph-Placide de Savoie, déjà comte d'Asti, devient gouverneur de Sassari à sa place. Il attrape également le paludisme en 1802 et en meurt. Il est enterré dans la cathédrale d'Alghero.

## Titres successifs
- Du 13 décembre 1762 au 19 juin 1796 : comte de Maurienne
- Du 19 juin 1796 à sa mort : comte d'Asti